# ریچی توول
ریچی توول (انگلیسی: Richie Towell؛ زادهٔ ۱۷ ژوئیهٔ ۱۹۹۱) بازیکن فوتبال اهل جمهوری ایرلند است.
از باشگاه‌هایی که در آن بازی کرده است می‌توان به باشگاه فوتبال هیبرنین، باشگاه فوتبال دانداک، باشگاه فوتبال سلتیک، و باشگاه فوتبال برایتون اند هوو آلبیون اشاره کرد.